# Jarkko Varvio
Jarkko Varvio (Finnország, Tampere, 1972. április 28. –) finn profi jégkorongozó.

## Karrier
Komolyabb junior karrierjét a Ilves Tampere junior csapatában kezdte 1988-ban. Innen 1989–1990-ben felkerült a nagy csapatba. Részt vett az 1990-es junior Európa-bajnokságon. 1990–1991-ben játszott a Ilves Tampere junior és a felnőtt csapatában. Részt vett az 1991-es junior világbajnokságon. 1991-ben a HPK Hämeenlinnához került. Részt vett az 1992-es junior és felnőtt világbajnokságon. Továbbra is a HPK Hämeenlinna csapatában játszott. Az 1992-es NHL-drafton a Minnesota North Stars választotta ki a második kör 34. helyén. Részt vett az 1993-as világbajnokságon. Az 1993–1994-es idényben a Dallas Starsban játszott majd leküldték az IHL-es Kalamazoo Wingsbe. A következő szezonban visszakerült a HPK Hämeenlinnaba de még öt mérkőzést játszott a dallasi alakulatban és hat mérkőzésen a Kalamazoo Wingsben. Ezután soha többet nem játszott a tengerentúlon. A Lukko Rauma csapatában kezdett el játszani 1995–1996-ban. Ebben a csapatban töltötte a következő bajnoki szezont is majd átkerült a Tappara Tamperebe. Részt vett az 1997-es világbajnokságon. 1998–1999-ben a svéd HV71 Jonkoping csapatát erősítette. A következő idényben már a AIK IF kerettagja volt és 2000-ig maradt ebben a csapatban. 2000-ben még szerepelt a svájci ligában 12 mérkőzésen a SC Rapperswil-Jonában. 2000–2001-ben visszament hazájába a TPS Turkuba. 2001–2004-között a német ligában a REV Bremerhavenben játszott. 2004–2005-ben vonult vissza a német harmadosztályból a EV Ravensburgból.

## Sikerei, díjai
- Pontkirály az 1992-es világbajnokságon
- Gólkirály az 1992-es világbajnokságon
- All-Star Csapat tagja az 1992-es világbajnokságon
- Világbajnoki ezüstérem: 1992
- SM-liiga bajnok: 2001
- SM-liiga ezüstérem: 1990, 1993
- SM-liiga bronzérem: 1996
- SM-liiga All-Star Csapat: 1993
- Bajnok: 2.Bundesliga 2002
- Gólkirály: Oberliga Südost 2004